# المفاعل النووي التجريبي الثاني

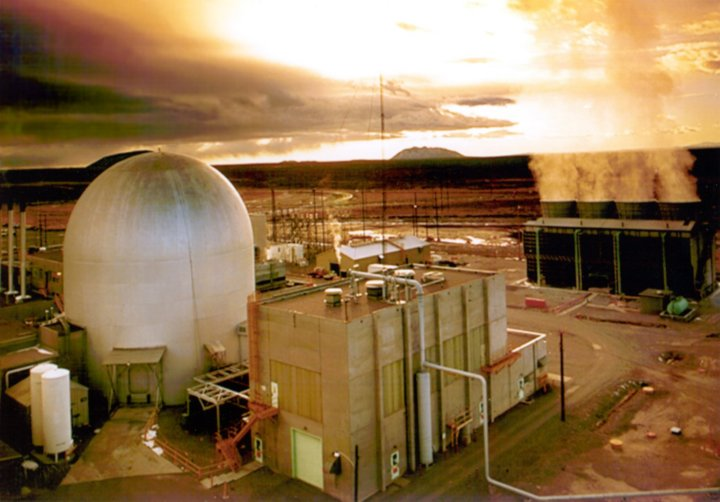
المفاعل النووي التجريبي الثاني

المفاعل النووي التجريبي الثاني (EBR-2) هو مفاعل تم تصميمه وتشييده وتشغيله بواسطة مختبر أرغون الوطني في أيداهو. تم إغلاقه في عام 1994 ونقل عهدة المفاعل إلى مختبر أيداهو الوطني بعد تأسيسه في عام 2005.

## الوصف

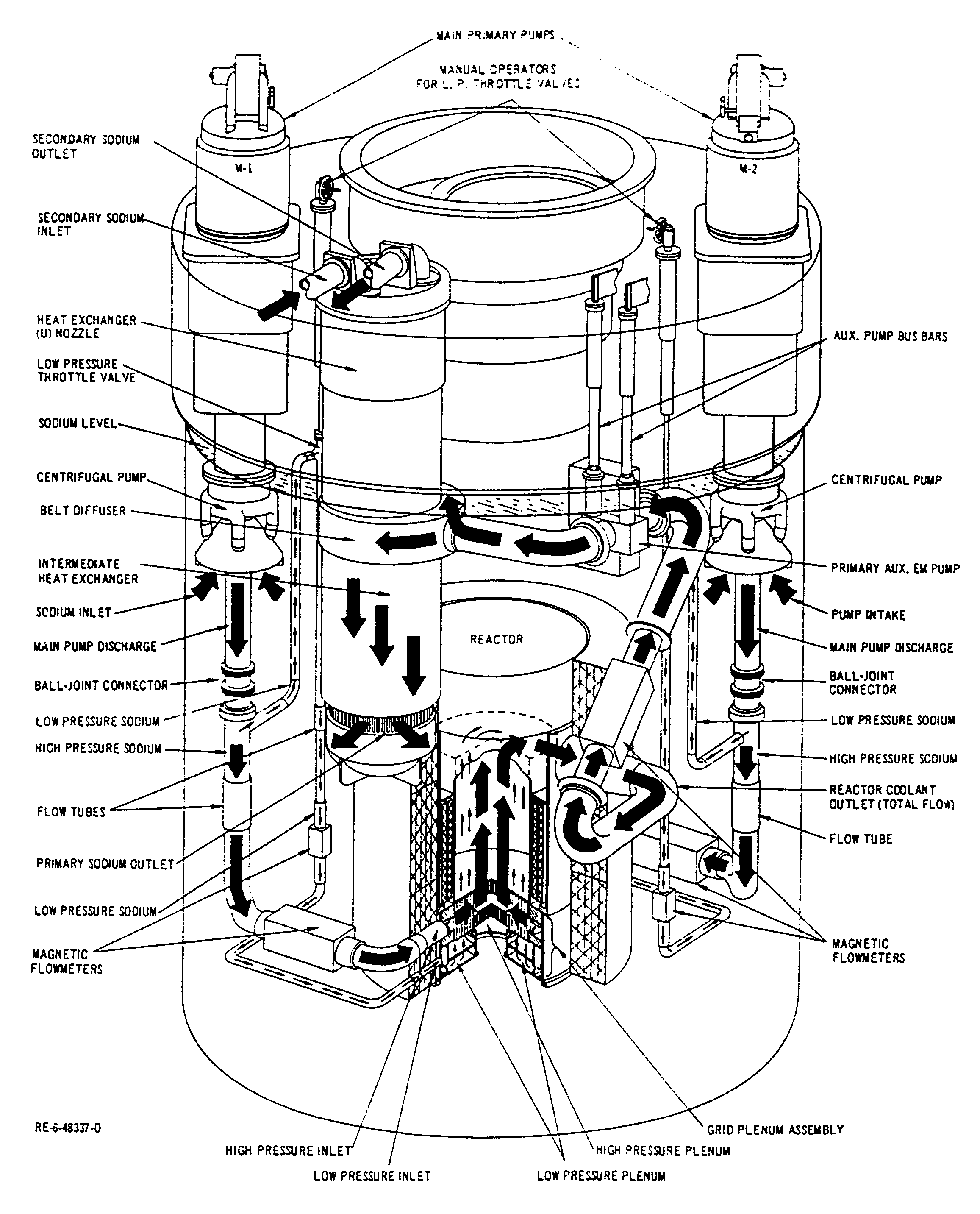
رسم حوض المفاعل

المفاعل النووي التجريبي الثاني هو عبارة عن مفاعل مبرد بالصوديوم مع معدل طاقة حراري يبلغ 62.5 ميغاوات (MW) وهو عبارة عن حلقة وسيطة مغلقة من الصوديوم الثانوي ومحطة بخار تنتج 19 ميجاوات من الطاقة الكهربائية من خلال مولد توربيني تقليدي. كان التركيز الأصلي في تصميم وتشغيل نظام المفاعل النووي التجريبي الثاني هو إظهار محطة كاملة لمولدات المفاعلات الكهربائية مع إعادة معالجة الوقود المعدني في الموقع. وقد تم التنفيذ بنجاح من عام 1964 إلى عام 1969. ثم تحول التركيز إلى اختبار الوقود والمواد لمفاعلات المعادن السائلة في البيئة الإشعاعية من قلب مفاعل المفاعل النووي التجريبي الثاني. كان يعمل كنموذج مفاعل سريع متكامل وقد بلغت تكلفته أكثر من 32 مليون دولار أمريكي وحقق درجة أولى من الأهمية في عام 1965 واستمر لمدة 30 عامًا. وقد تم تصميمه لإنتاج حوالي 62.5 ميجاوات من الحرارة و 20 ميجاوات من الكهرباء والتي تم تحقيقها في سبتمبر 1969 واستمر طول عمره على ذلك. أنتج أكثر من ملياري كيلو واط / ساعة من الكهرباء مما وفر أغلبية الكهرباء والحرارة إلى مرافق مختبر أرغون الوطني.

## التصميم

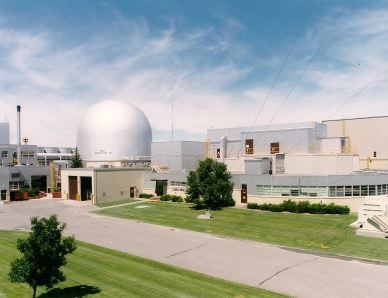
مرفق تكييف الوقود

يتكون الوقود من قضبان اليورانيوم بقطر 5 مم وقطر 33 سم (13 بوصة). بعد التخصيب بنسبة 67٪ من اليورانيوم 235 عندما يكون خام انخفض التركيز إلى حوالي 65٪ عند إزالته وتحتوي القضبان أيضا على 10 ٪ من الزركونيوم حيث يتم وضع كل عنصر وقود داخل أنبوب الفولاذ المقاوم للصدأ مع كمية صغيرة من معدن الصوديوم. الغرض من الصوديوم هو أن يعمل كعامل نقل الحرارة ومع تزايد عدد اليورانيوم الذي يتعرض للانشطار فإنه يحدث تشققات ويدخل الصوديوم الفراغات فهو عبارة عن مستخلص للانشطارات.

## السلامة السلبية

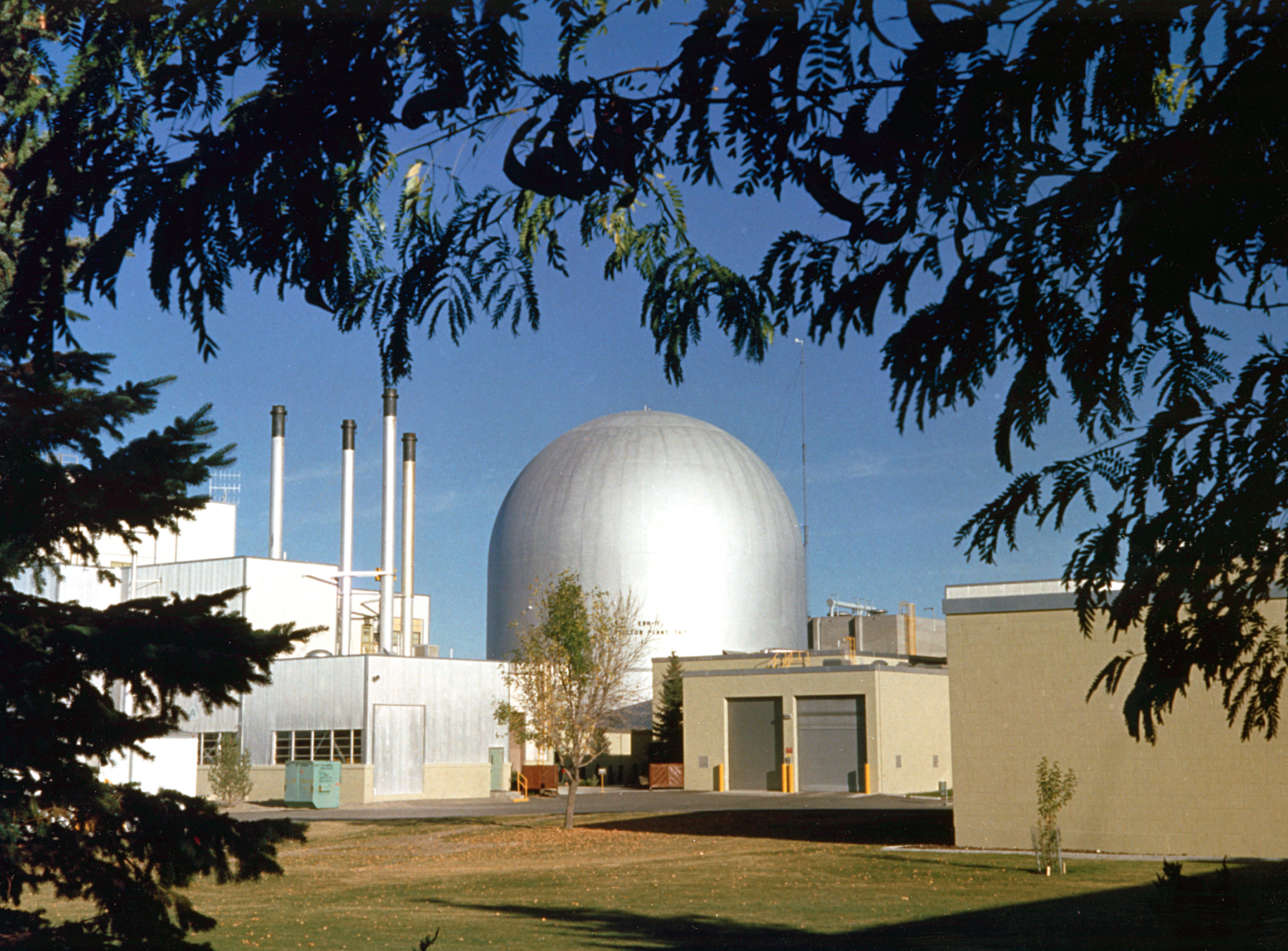
المفاعل النووي التجريبي الثاني

يوفر تصميم المفاعل النووي التجريبي الثاني أمانًا سلبيًا حيث يتم غمر قلب المفاعل ومعدات معالجة الوقود والعديد من أنظمة المفاعل الأخرى تحت الصوديوم المنصهر من خلال توفير السوائل التي تنقل الحرارة بسهولة من الوقود إلى المبرد والتي تعمل في درجات حرارة منخفضة نسبيا حيث يستفيد المفاعل النووي التجريبي الثاني إلى أقصى حد من توسع المبرد والوقود والبنية أثناء الأحداث الغير العادية التي تزيد من درجات الحرارة حيث يؤدي توسع الوقود والهيكل في وضع غير طبيعي إلى توقف النظام حتى بدون تدخل المشغل البشري. في أبريل 1986 تم إجراء اختبارين خاصين على المفاعل النووي التجريبي الثاني حيث تم إغلاق مضخات التبريد الرئيسية مع المفاعل بكامل طاقته (62.5 ميجاوات حراري) من خلال عدم السماح لأنظمة إيقاف التشغيل العادية بالتدخل انخفضت قوة المفاعل إلى الصفر خلال 300 ثانية. لم ينتج أي ضرر للوقود أو المفاعل في نفس اليوم تبعت هذه التجربة اختبارًا آخر مع المفاعل مرة أخرى بكامل طاقته حيث تم إيقاف التدفق في نظام التبريد الثانوي مما تسبب هذا الاختبار في زيادة درجة الحرارة حيث لم يكن هناك أي مكان تذهب إليه حرارة المفاعل عندما أصبح نظام التبريد الأساسي (المفاعل) أكثر سخونة مما أدى إلى إغلاق المفاعل.

## المرافق ذات الصلة

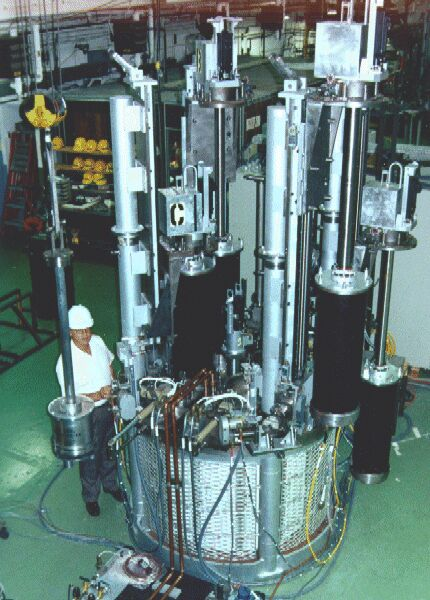
التوليد الكهربائي

كان الهدف من المفاعل النووي التجريبي الثاني هو إظهار تشغيل محطة طاقة مفاعلات سريعة مبردة بالصوديوم مع إعادة معالجة الوقود المعدني في الموقع. من أجل تحقيق هذا الهدف المتمثل في إعادة المعالجة في الموقع كان الإصدار الثاني من المفاعل النووي التجريبي الثاني جزءًا من مجموعة واسعة من المرافق تتكون من:
- مرفق تكيف الوقود: مرفق لإعادة المعالجة ومعالجة الوقود المستهلك من المفاعل النووي التجريبي الثاني والمفاعلات الأخرى وذلك باستخدام كهرومغناطيسي للمعالجة بالفلزات الكهربائية للوقود المستهلك
- مرفق تصنيع الوقود: مرفق لتصنيع عناصر الوقود المعدنية
- مرفق فحص الوقود الساخن: مجمع «خلية ساخنة» لمعالجة وفحص المواد المشعة للغاية عن بُعد
- مرفق معالجة الصوديوم: مرفق لمعالجة الصوديوم التفاعلي في النفايات ذات المستوى المنخفض

## مفاعل سريع متكامل
لقد تم استخدام نموذج المفاعل النووي التجريبي الثاني كنموذج أولي لمفاعل سريع متكامل حيث بدأ في عام 1983 ولكن تم سحب التمويل من قبل الكونغرس الأمريكي في عام 1994.

## كارثة عام 1986

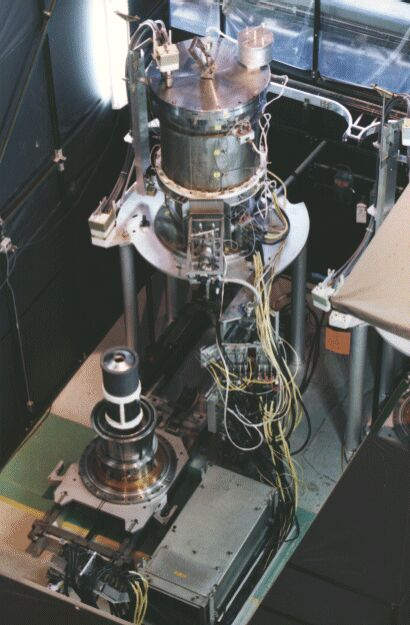
معالج الكاثود

في الاختبار الخاضع للرقابة في عام 1986 مع تشغيل المفاعل النووي التجريبي الثاني بكامل طاقته وتعطيل أنظمة إيقاف الطوارئ تم إيقاف تزويد المفاعل بالكهرباء عن عمد مما أدى إلى توقف المضخات المبردة. هذا الحدث أسوأ من ما حدث في كارثة فوكوشيما النووية (في محطة فوكوشيما التي بدأت التشغيل في عام 1971 أوقف نظام إغلاق الطوارئ للمفاعل عندما ضربت فوكوشيما بزلزال حيث دمر تسونامي المولدات الكهربائية التي تعمل على تشغيل مضخات التبريد التي تحتاج إلى الاستمرار في العمل بعد إغلاق المفاعل حيث حدث الانهيار) حيث ان «المفاعل النووي التجريبي الثاني» لم يخلق مشاكل أو أوضاع خطيرة.

## معرض صور

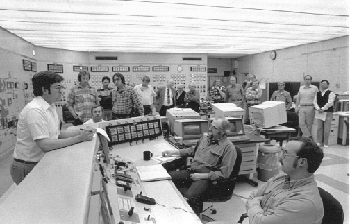
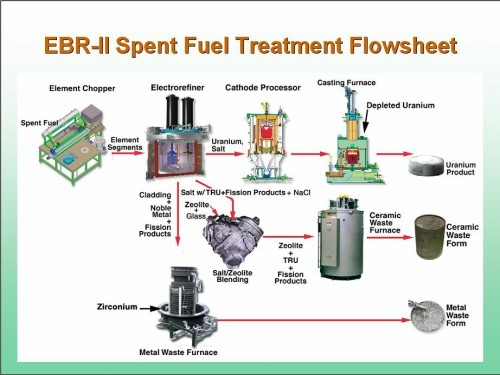
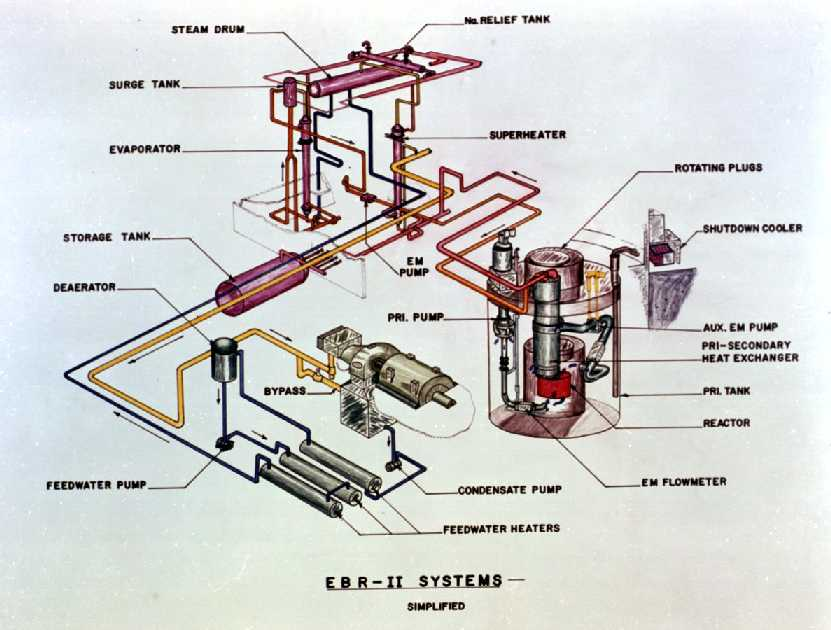

## وصلات خارجية
- قاعدة بيانات حول مفاعلات الطاقة النووية – الوكالة الدولية للطاقة الذرية (بالإنجليزية)
- مواقع المفاعلات النووية حول العالم. (بالإنجليزية)
- اليورانيوم من الموسوعة العربية العالمية.